# Alaotrameer
Het Alaotrameer (Frans: Lac Alaotra) is met 900 km² het grootste meer van Madagaskar, gelegen in de regio Alaotra-Mangoro in het noordelijke centrale plateau. Het is een zeer ondiep zoutmeer, tijdens het droge seizoen is het gemiddeld nog maar 60 centimeter diep.
Het meer en de omgeving zijn van belang voor de rijstteelt op Madagaskar, maar ook enkele zeldzame diersoorten, zoals de Alaotrabamboemaki, komen alleen voor in de buurt van het meer. Het Alaotrameer is verder van groot belang voor vogels als de bedreigde Mellers eend en de kritiek bedreigde Madagaskarwitoogeend. De Madagaskardodaars kwam vooral hier voor maar is in 2010 uitgestorven.